# Прапор Зелениці
Пра́пор Зелени́ці — офіційний символ села Зелениця Ємільчинського району Житомирської області, затверджений 25 березня 2014 р. рішенням XXV сесії Зеленицької сільської ради VI скликання.

## Опис
Квадратне полотнище горизонтально розділене на зелене, біле та зелене поля (1:3:1). В центрі білого поля повний герб (1/3 сторони прапора). Білий та зелений кольори символізують Полісся.
Автор — Леонід Якович Попроцький.